# 中島沙里奈
中島 沙里奈（なかしま さりな、1995年1月3日 - ）は、岐阜県高山市出身のハンドボール選手。日本ハンドボールリーグの飛騨高山ブラックブルズ岐阜所属。

## 経歴
岐阜県立飛騨高山高等学校時代は2012年に第4回女子ユース世界選手権の日本代表U-18に選出。同年の全日本高等学校ハンドボール選手権大会（インターハイ）では優秀選手に選ばれた。
高校卒業後は東京女子体育大学へ進学。2016年の春季リーグ・秋季リーグで最優秀選手賞を受賞した。
2017年に日本ハンドボールリーグの飛騨高山ブラックブルズ岐阜へ加入。
2019-20年シーズンから背番号を「6」へ変更。

## 詳細情報

### 年度別成績
| 年       | チーム   | 試合 | フィールド 得点 | 率   | 7m  | 合計 | 警告 | 退場 | 失格 |
| -------- | -------- | ---- | --------------- | ---- | --- | ---- | ---- | ---- | ---- |
| 2017-18  | 高山     | 23   | 2/4             | .500 | 0/0 | 2/4  | 0    | 0    | 0    |
| 2018-19  | 高山     | 3    | 1/3             | .333 | 0/0 | 1/3  | 0    | 1    | 0    |
| JHL：2年 | JHL：2年 | 26   | 3/7             | .429 | 0/0 | 3/7  | 0    | 1    | 0    |

### 記録

#### 日本ハンドボールリーグ
- フィールドゴール初得点：2018年1月8日、対プレステージ・インターナショナル アランマーレ戦（飛騨高山ビッグアリーナ）[6]

### 背番号
- 19 (2017年 - 2019年)
- 6 (2019年 - )